# Pleopeltis
Pleopeltis, rod paprati iz porodice Polypodiaceae, dio je potporodice Polypodioideae. Sastoji se od devedesetak vrsta. Domaće područje ovog roda je Novi svijet, Afrika, Arapski poluotok, Indija, Šri Lanka.
Tipična vrsta je epifit iz Srednje Amerike i Meksika, Pleopeltis angusta Humb. & Bonpl. ex Willd.. Rod je opisan u Species Plantarum. Editio quarta 5: 211. 1810.

## Vrste
1. Pleopeltis acicularis (Weath.) A.R.Sm. & T.Krömer
2. Pleopeltis alansmithii (R.C.Moran) A.R.Sm. & Tejero
3. Pleopeltis alborufula (Brade) Salino
4. Pleopeltis angusta Humb. & Bonpl. ex Willd.
5. Pleopeltis appressa M.Kessler & A.R.Sm.
6. Pleopeltis astrolepis (Liebm.) E.Fourn.
7. Pleopeltis aturensis (Maury) A.R.Sm.
8. Pleopeltis balaonensis (Hieron.) A.R.Sm.
9. Pleopeltis ballivianii (Rosenst.) A.R.Sm.
10. Pleopeltis bombycina (Maxon) A.R.Sm.
11. Pleopeltis bradeorum (Rosenst.) A.R.Sm. & Tejero
12. Pleopeltis buchtienii (Christ & Rosenst.) A.R.Sm.
13. Pleopeltis burchellii (Baker) Hickey & Sprunt ex A.R.Sm.
14. Pleopeltis christensenii A.R.Sm.
15. Pleopeltis coenosora R.C.Moran
16. Pleopeltis collinsii (Maxon) A.R.Sm. & Tejero
17. Pleopeltis complanata (Weath.) E.A.Hooper
18. Pleopeltis constricta Sprunt & Hickey
19. Pleopeltis conzattii (Weath.) R.M.Tryon & A.F.Tryon
20. Pleopeltis crassinervata (Fée) T.Moore
21. Pleopeltis cryptocarpos (Fée) A.R.Sm. & Tejero
22. Pleopeltis desvauxii (Klotzsch) Salino
23. Pleopeltis disjuncta M.Kessler & A.R.Sm.
24. Pleopeltis ecklonii (Kunze) A.R.Sm.
25. Pleopeltis fallacissima (Maxon) A.R.Sm. & Tejero
26. Pleopeltis fallax (Schltdl. & Cham.) Mickel & Beitel
27. Pleopeltis fayorum (R.C.Moran & B.Øllg.) A.R.Sm.
28. Pleopeltis fimbriata (Maxon) A.R.Sm.
29. Pleopeltis fraseri (Kuhn) A.R.Sm.
30. Pleopeltis friedrichsthaliana (Kunze) A.R.Sm. & Tejero
31. Pleopeltis fructuosa (Maxon & Weath.) Lellinger
32. Pleopeltis furcata (L.) A.R.Sm.
33. Pleopeltis furfuracea (Schltdl. & Cham.) A.R.Sm. & Tejero
34. Pleopeltis guttata (Maxon) E.G.Andrews & Windham
35. Pleopeltis guttisquamata N.T.L.Pena & Schwartsb.
36. Pleopeltis gyroflexa (Christ) Schwartsb.
37. Pleopeltis hirsutissima (Raddi) de la Sota
38. Pleopeltis hookeri A.R.Sm.
39. Pleopeltis insularum (C.V.Morton) A.R.Sm.
40. Pleopeltis intermedia M.Kessler & A.R.Sm.
41. Pleopeltis lepidopteris (Langsd. & Fisch.) de la Sota
42. Pleopeltis lepidotricha (Fée) A.R.Sm. & Tejero
43. Pleopeltis lindeniana (Kunze) A.R.Sm. & Tejero
44. Pleopeltis macrocarpa (Bory ex Willd.) Kaulf.
45. Pleopeltis macrolepis (Maxon) A.R.Sm. & Tejero
46. Pleopeltis madrensis (J.Sm.) A.R.Sm. & Tejero
47. Pleopeltis marginata A.R.Sm. & Tejero
48. Pleopeltis masafuerae (Phil.) de la Sota
49. Pleopeltis megalolepis (Maxon & C.V.Morton) A.R.Sm.
50. Pleopeltis mexicana (Fée) Mickel & Beitel
51. Pleopeltis michauxiana (Weath.) Hickey & Sprunt
52. Pleopeltis microgrammoides (Mickel & A.R.Sm.) A.R.Sm. & Tejero
53. Pleopeltis minarum (Weath.) Salino
54. Pleopeltis minima (Bory) J.Prado & R.Y.Hirai
55. Pleopeltis monoides (Weath.) Salino
56. Pleopeltis monosora (Desv.) A.R.Sm.
57. Pleopeltis montigena (Maxon) A.R.Sm. & Tejero
58. Pleopeltis muenchii (Christ) A.R.Sm.
59. Pleopeltis murorum (Hook.) A.R.Sm. & Tejero
60. Pleopeltis myriolepis (Christ) A.R.Sm. & Tejero
61. Pleopeltis oreophila Sundue
62. Pleopeltis orientalis Sundue
63. Pleopeltis panamensis (Weath.) Pic.Serm.
64. Pleopeltis pinnatifida Gill.
65. Pleopeltis platylepis (Mett.) A.R.Sm. & Tejero
66. Pleopeltis plebeia (Schltdl. & Cham.) A.R.Sm. & Tejero
67. Pleopeltis pleopeltidis (Fée) de la Sota
68. Pleopeltis pleopeltifolia (Raddi) Alston
69. Pleopeltis polylepis (Roem. ex Kunze) T.Moore
70. Pleopeltis polypodioides (L.) E.G.Andrews & Windham
71. Pleopeltis pycnocarpa (C.Chr.) A.R.Sm.
72. Pleopeltis pyrrholepis (Fée) A.R.Sm. & Tejero
73. Pleopeltis remota (Desv.) A.R.Sm.
74. Pleopeltis riograndensis (T.Wendt) E.G.Andrews & Windham
75. Pleopeltis rosei (Maxon) A.R.Sm. & Tejero
76. Pleopeltis rzedowskiana (Mickel) A.R.Sm. & Tejero
77. Pleopeltis sanctae-rosae (Maxon) A.R.Sm. & Tejero
78. Pleopeltis segregata (Baker) A.R.Sm.
79. Pleopeltis squamata (L.) J.Sm.
80. Pleopeltis steirolepis (C.Chr.) A.R.Sm.
81. Pleopeltis stolzei A.R.Sm.
82. Pleopeltis subnuda (C.Chr.) A.R.Sm.
83. Pleopeltis subvestita (Maxon) A.R.Sm.
84. Pleopeltis thyssanolepis (A.Braun ex Klotzsch) E.G.Andrews & Windham
85. Pleopeltis tico (A.Rojas) A.R.Sm.
86. Pleopeltis tridens J.Sm.
87. Pleopeltis trindadensis (Brade) Salino
88. Pleopeltis tweedieana (Hook.) A.R.Sm.
89. Pleopeltis villagranii (Copel.) A.R.Sm. & Tejero
90. Pleopeltis wiesbaurii (Sodiro) Lellinger
91. Pleopeltis xantholepis (Harr.) A.R.Sm.
92. Pleopeltis ×arreguiniae I.Farfán & Gómez-Alanís ex Tejero
93. Pleopeltis ×aspidiolepis (Baker) A.R.Sm.
94. Pleopeltis ×bartlettii (Weath.) A.R.Sm. & Tejero
95. Pleopeltis ×cerro-altoensis Danton & Boudrie
96. Pleopeltis ×gracilis A.Rojas & Tejero
97. Pleopeltis ×haitiensis (Urb.) comb.ined.
98. Pleopeltis ×leucospora (Klotzsch) T.Moore
99. Pleopeltis ×melanoneura Mickel & Beitel
100. Pleopeltis ×pinnatisecta (Brade) A.R.Sm.
101. Pleopeltis ×pueblensis A.Cerón & Tejero
102. Pleopeltis ×simiana (Schelpe & N.C.Anthony) N.R.Crouch & Klopper
103. Pleopeltis ×sordidula (Maxon & Weath.) Mickel & Beitel
104. Pleopeltis ×tricholepis (Mickel & Beitel) A.R.Sm. & Tejero

## Sinonimi
- Ampelopteris Klotzsch; Linnaea 20: 430 (1847)
- Cheilogramme (Blume) Underw.; Mem. Torrey Bot. Club 6: 274, 277 (1899), nom. superfl.
- Chilogramme Blume; Fl. Javae, Fil. 70 (1828)
- Cuspidaria Fée; Mém. Soc. Mus. Hist. Nat. Strasbourg 4(1): 201 (1850), nom. illeg.
- Dicranoglossum J.Sm.; Bot. Voy. Herald 232 (1854)
- Eschatogramme Trevis.; Atti Adun. Ist. Venet. Sci. Lett. Arti ser. 2, 2: 168 (1851) (nomen), Trevis. ex C. Chr., Bot. Tidsskr. 26: 285 (1904)
- Heteropteris Diels; Engl. & Prantl, Nat. Pflanzenfam. 1(4): 305 (1899) (nom. superfl.)
- Heteropteris Fée; Dix. session du Congr. Sci. France 1: 178 (1843)
- Lepicystis (J.Sm.) J.Sm.; Lond. J. Bot. 1: 195 (1842)
- Marginaria Bory; Dict. Class d´Hist. Nat. 6: 587 (1824)
- Marginariopsis C.Chr.; Dansk Bot. Ark. 6(3): 42 (1929)
- Microphlebodium L.D.Gómez; Brenesia 8: 46 (1976)
- Neurodium Fée; Mém. Soc. Mus. Hist. Nat. Strasbourg 4(1): 201 (1850)
- Paltonium C.Presl; Abh. Königl. Böhm. Ges. Wiss., ser. 5, 6: 156 (1851), nom. superfl.
- Pseudocolysis L.D.Gómez; Brenesia 10-11: 115-119 (1977)
- xPleopodium Schelpe & N.C.Anthony; Bothalia 15(3-4): 557 (1985)